# Novi Pazar (općina)
Novi Pazar (općina) (ćirilično: Општина Нови Пазар) je općina u Raškom okrugu na jugu Središnje Srbije na granici s Kosovom. Središte općine je grad Novi Pazar. 

## Zemljopis
Po podatcima iz 2004. općina zauzima površinu od 742 km². 

## Stanovništvo
Prema popisu stanovništva iz 2011. godine u općini živi 100.410 stanovnika, raspoređenih u 99 naselja.
Etnički sastav:
- Bošnjaci 77.443
- Srbi 16.234
- ostali

### Naselja
Naselja u općini Novi Pazar:
- Novi Pazar, Alulović, Bajevica, Banja, Bare, Batnjik, Bekova, Bele Vode, Boturovina, Brđani, Brestovo, Vever, Vidovo, Vitkoviće, Vojkoviće, Vojniće, Vranovina, Vučiniće, Vučja Lokva, Golice, Gornja Tušimlja, Goševo, Građanoviće, Gračane, Grubetiće, Deževa, Dojinoviće, Drum, Dolac, Doljani, Dragočevo, Dramiće, Žunjeviće, Zabrđe, Zlatare, Ivanča, Izbice, Jablanica, Javor, Janča, Jova, Kašalj, Kovačevo, Kožlje, Koprivnica, Kosuriće, Kruševo, Kuzmičevo, Leča, Lopužnje, Lukare, Lukarsko, Goševo, Lukocrevo, Miščiće, Mur, Muhovo, Negotinac, Odojeviće, Okose, Osaonica, Osoje, Oholje, Pavlje, Paralovo, Pasji Potok, Pilareta, Pobrđe, Požega, Požežina, Polokce, Pope, Postenje, Prćenova, Pusta Tušimlja, Pustovlah, Radaljica, Rajetiće, Rajkoviće, Rajčinoviće, Rajčinovićka Trnava, Rakovac, Rast, Sebečevo, Sitniče, Skukovo, Slatina, Smilov Laz, Srednja Tušimlja, Stradovo, Sudsko Selo, Tenkovo, Trnava, Tunovo, Hotkovo, Cokoviće,Čašić Dolac, Šavci, Šaronje, Štitare, Zaguljača.

## Vanjske poveznice
- Novi Pazar
- Forum Novog Pazara  Arhivirana inačica izvorne stranice od 27. srpnja 2011. (Wayback Machine)
- NoviPazar.org